# Inmunosupresión

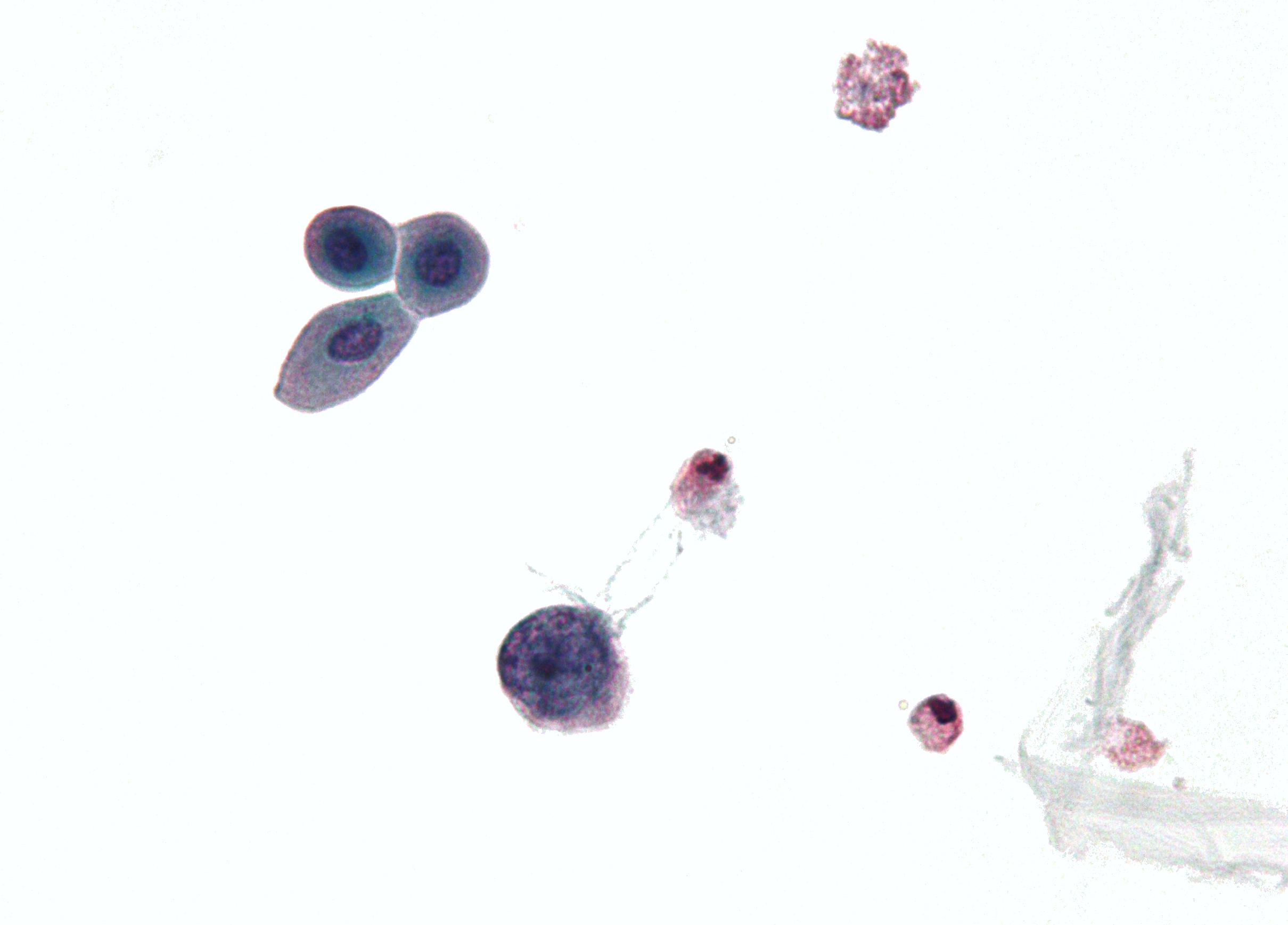
Micrografía que muestra una infección oportunista debido a la inmunosupresión.

La inmunosupresión se define como la inhibición de uno o más componentes del sistema inmunitario adaptativo o innato (la inflamación), que puede producirse como resultado de una enfermedad subyacente o de forma intencional mediante el uso de medicamentos (llamados inmunosupresores) u otros tratamientos, como radiación o cirugía (ablación del bazo), con el propósito de prevenir o tratar el rechazo de un trasplante o una enfermedad autoinmune.
Describe un sistema inmunológico que funciona por debajo del índice de normalidad. Debido a que los mecanismos de defensa son limitados en pacientes inmunodeprimidos (personas con una respuesta inmunológica defectuosa). Ellos son susceptibles a las infecciones por microorganismos que están presentes en todas partes, pero que no causan enfermedad en personas saludables; y a las causas habituales de neumonía que puede afectar a cualquier persona.
Las principales causas de inmunosupresión pueden ser la infección por VIH, leucemia, trasplante de órganos, corticoterapia, tratamientos biológicos de enfermedades autoinmunes y medicamentos para tratar el cáncer.

## Tratamiento
Cuando una persona está bajo tratamiento inmunosupresor, o cuyo sistema inmune está debilitado por otro motivo (por ejemplo, quimioterapia, radioterapia, sida o Lupus), se dice que está inmunodeprimida.
Después de un trasplante de órganos, el cuerpo casi siempre rechazará el nuevo órgano porque el envoltorio proteico de sus células difiere del órgano original. Como consecuencia de esto, el sistema inmunitario detecta el nuevo tejido como "hostil", e intenta eliminarlo atacándole con leucocitos, causando la muerte del tejido. Los inmunosupresores se aplican para bloquear esta respuesta.
El tratamiento inmunosupresor más eficaz en el caso de trasplantes es la ciclosporina, que funciona bloqueando la activación de los linfocitos T. La utilización de ciclosporina como tratamiento abrió la vía a la medicina de trasplantes, permitiendo el desarrollo de las técnicas de trasplante de corazón, hígado y pulmones. En la actualidad se usan muchos otros medicamentos conjuntamente o en lugar de la ciclosporina.
Los tratamientos inmunosupresores tienen el problema de ser poco específicos: inhiben no solo la respuesta concreta que se desea bloquear, sino que producen una reducción general de la respuesta inmune. Por esta razón, los pacientes inmunodeprimidos se vuelven susceptibles a las infecciones, particularmente frente a microbios intracelulares (que son las dianas de los linfocitos T) y presentan una mayor incidencia de cáncer, sobre todo tumores causados por virus oncogénicos.